# Пояна (Крістінешть, Ботошань)
Пояна (рум. Poiana) — село у повіті Ботошані в Румунії. Входить до складу комуни Крістінешть.
Село розташоване на відстані 407 км на північ від Бухареста, 45 км на північний захід від Ботошань, 140 км на північний захід від Ясс.

## Населення
За даними перепису населення 2002 року у селі проживали 237 осіб, усі — румуни. Усі жителі села рідною мовою назвали румунську.